# Douglas Fernández
Douglas ("Doug") Fernández (né le 22 novembre 1959) est un athlète vénézuélien, spécialiste du décathlon et des lancers du disque et du javelot.
Il détient toujours le record du Venezuela du décathlon avec un score de 7 734 pts (établi les 26 et 27 août 1983 lors des Jeux panaméricains de 1983 à Caracas) :

11 s 67 (-0,5 m/s) (100 m), 6,90 m (1,1 m/s) (longueur), 13,43 m (poids), 1,90 m (hauteur), 49 s 95 (400 m)

16 s 04 (1,1 m/s) (110 m haies), 45,62 m (disque), 4,40 m (perche), 78,86 m (javelot), 4 min 30 s 80 (1 500 m)
Il participe à la finale du décathlon aux Jeux olympiques d'été de 1984, à Los Angeles, et termine à la 18e place.

## Palmarès

### Jeux bolivariens
- Jeux bolivariens de 1982 à Barquisimeto :
  -  Médaille de bronze au lancer du disque
  -  Médaille de bronze au lancer du javelot

### Jeux panaméricains
- Jeux panaméricains de 1983 à Caracas :
  -  Médaille d'argent au décathlon